# Alcaliu
În chimie, denumirea de alcaliu (plural alcalii) face referite la un compus bazic și ionic al unui metal alcalin sau alcalino-pământos, dar mai poate face trimitere și la orice bază care se dizolvă în apă (adică un compus al cărei soluție are un pH mai mare de 7). Pentru astfel de compuși se folosește adjectivul alcalin. Termenul este derivat din limba arabă, de la al qalīy (sau alkali), care înseamnă ad litteram „cenuși calcinate”.

## Exemple
Printre cele mai cunoscute exemple de alcalii sunt hidroxizii solubili ai metalelor alcaline și alcalino-pământoase: hidroxid de sodiu („sodă caustică”), hidroxid de potasiu („potasă caustică”), leșie (amestec de sodă și potasă caustică), hidroxid de calciu („var stins”), hidroxid de magneziu („lapte de magnezie”), etc.

## Diferența dintre alcalii și baze
Termenii de „bază” și „alcaliu” (respectiv „bazic” și „alcalin”) sunt adesea considerați interschimbabili, în special în contextul chimiei și al ingineriei chimice. Totuși, alcaliile sunt considerate a fi o subcategorie de baze, fiind compuși din următoarele două clase:
- O sare bazică a unui metal alcalin sau alcalino-pământos[2] (include Mg(OH)2, dar fără NH3.);
- Orice bază care este solubilă în apă cu formare de ioni hidroxid[3][4][5] sau soluția unei baze în apă.[6] (include Mg(OH)2 și NH3.); acestea sunt „baze Arrhenius”